# والتر سكوت ويست
والتر سكوت ويست (بالإنجليزية: Walter Scott West)‏ هو عسكري أمريكي، ولد في 13 مارس 1872 في Bradford, New Hampshire ‏ في الولايات المتحدة، وتوفي في 14 سبتمبر 1943.